# Arte chocalheira
El arte chocalheira (pronunciación en portugués: /ʃu.ˈka.ʎaj.ɾa/; 'arte de los cencerros') es una artesanía portuguesa que consiste en la fabricación de campanas de animales, mayormente campanas de vaca.
La freguesia de Alcáçovas, en el municipio de Viana do Alentejo se considera el centro del arte chocalheira. Allí surge en 2015 un movimiento para salvar la tradición chocalheira, iniciativa coordinada por el antropólogo Paulo Lima y apoyada por la agencia regional de promoción turística Turismo de Alentejo.
Los cencerros principalmente se usaban, y todavía se usan, para que el pastor supiese la ubicación de su ganado, minimizando la pérdida o extravío de animales. En la actualidad, los cencerros también se utilizan como instrumento musical por los grupos folclóricos. También siguen desempeñando un papel relevante en el llamado entrudo chocalheiro, de los Caretos de Podence, en el carnaval tradicional en la pequeña localidad de Podence, en Trás-os-Montes.
El 1 de diciembre de 2015, la UNESCO incluyó el arte chocalheira en la  Lista del Patrimonio Cultural Inmaterial que requiere medidas urgentes de salvaguardia. La decisión se tomó en la 10.ª Reunión del Comité Intergubernamental para la Salvaguardia del Patrimonio Cultural Inmaterial, en Windhoek, Namibia.

## Características y usos
Los cencerros, llamados chocalhos (de chocar), se encuentran en áreas rurales con pastoricia.
Se atan alrededor del cuello de la vaca, y ocasionalmente también a ovejas, cerdos o cabras. Se utilizan para encontrar el ganado que vaga libremente y que pasta.
Formalmente, los chocalhos son instrumentos de percusión idiofónicos. A medida que los animales se mueven, el badajo que se balancea libremente golpea la carcasa y produce un sonido. El paso de grupos de animales o manadas enteras crea una atmósfera especial en el paisaje.
Asimismo, los chocalhos se usan como instrumento musical, especialmente en el norte de Portugal en los ranchos folclóricos.